# Drop It on Me
"Drop It on Me"  (рус. Зажги со мной) — это песня, записанная пуэрто-риканским певцом Рики Мартином, которая была включена в его десятый альбом Life (2005). В создании сингла принял участие Daddy Yankee.
Песня была продюсирована will.i.am из The Black Eyed Peas и Luny Tunes. Мартин исполнил её на Victoria's Secret Fashion Show в 2005 г.
Во время поездки в Иорданию в 2005 г. Мартин записал арабскую/спанглиш версию "Drop It on Me" и "Enta Omri" с арабской поп-звездой Шеб Мами.

## Появление в чарте
Это был второй американский сингл, который провалился в чарте Billboard Hot 100. Он достиг только двадцатой строки в Bubbling Under Hot 100 Singles и двадцать-третьей в Latin Pop Songs.

## Форматы и трек-листы
US promotional CD single
1. "Drop It on Me" (featuring [Daddy Yankee) – 3:54

## Чарты
| Чарт (2003)                                 | Наивысшая позиция |
| ------------------------------------------- | ----------------- |
| US Billboard Bubbling Under Hot 100 Singles | 20                |
| US Billboard Latin Pop Songs                | 23                |